# Stazione di Monte Amiata
Stazione di Monte Amiata vasútállomás Olaszországban, Montalcino településen.

## Vasútvonalak
Az állomást az alábbi vasútvonalak érintik:
- Asciano–Monte Antico-vasútvonal

## Kapcsolódó állomások
A vasútállomáshoz az alábbi állomások vannak a legközelebb:
- Stazione di Sant'Angelo-Cinigiano
- Stazione di Torrenieri-Montalcino